# Jasper Yeates House
Jasper Yeates House, také známý jako sídlo WLPA Radio, je historická stavba v Lancasteru, v Pensylvánii. Byla postavena v letech 1765-1766 v georgiánském stylu. Dům patřil v letech 1775 až 1817 prominentnímu právníkovi Jasperovi Yeatesovi (1745–1817). V roce 1882 byl rozšířen a začal být využíván ke komerčním účelům. Rekonstrukce proběhla v letech 1978-1979.
V roce 1982 byl zařazen do National Register of Historic Places.